# Steccherinum straminellum
Steccherinum straminellum är en svampart som först beskrevs av Giacopo Bresàdola, och fick sitt nu gällande namn av Melo 1995. Steccherinum straminellum ingår i släktet Steccherinum och familjen Meruliaceae.   Inga underarter finns listade i Catalogue of Life.